# Wolfgang Heilmann (Philosoph)
Wolfgang Heilmann (* 20. April 1913 in Güstrow; † 27. November 1992 in Trier) war ein deutscher Philosoph und Hochschullehrer an der Universität Dortmund.

## Leben
Wolfgang Heilmann war der Sohn des jüdischen Chemikers Ernst Heilmann (1866–1923), der 1894 in Güstrow eine Chemische Fabrik gegründet hatte, die u. a. ab 1900 das Potenzmittel Yohimbin herstellte. Seine Jugend bis 1928 verbrachte Heilmann in der Villa Heilmannshöhe, die der Architekt Paul Korff 1911–1912 für seine Eltern gebaut hatte. Seine nichtjüdische Mutter Paula Heilmann, geborene Wattenberg, heiratete nach dem Tod seines Vaters in zweiter Ehe den Lübecker Arzt Theodor Ruhnstruck, beide traten 1931 trotz der vier „halbjüdischen“ Kinder von Ernst in die NSDAP ein. Im Jahr 1931 lebte Wolfgang, der evangelisch getauft war, bei Mutter und Stiefvater in Rostock, wo er im Haus Kaiser-Wilhelm-Straße 35 (Angabe im Matrikelverzeichnis 1932, heutige Rosa-Luxemburg-Straße) wohnte. Er studierte nach dem Abitur zunächst Chemie 1931/1932 an der Universität Innsbruck und der Universität Rostock, im Wintersemester 1933/1934 an der Universität Berlin. Im Jahr 1934 beendeten die meisten Studenten mit jüdischer Abstammung gemäß dem Gesetz gegen die Überfüllung deutscher Schulen und Hochschulen unter Druck ihr Studium. 1936 wurde das vom Vater hinterlassene Unternehmen durch die Kali-Chemie AG „arisiert“. Im gleichen Jahr verurteilte ein Sondergericht in Schwerin das Ehepaar Ruhnstruck zu jeweils zweieinhalb Jahren Gefängnis wegen Schmähung Hitlers und des Gauleiters Hildebrandt. Bereits 1934 hatte ein Parteigericht sie aus der NSDAP ausgeschlossen, weil sie ihren familiären Sonderinteressen, darunter dem Studium Wolfgangs, Vorrang vor der Partei gegeben hätten. Die erboste Paula äußerte darauf, dass man Hitler in einen Käfig sperren und von Ort zu Ort fahren müsse, wo er von jedermann so lange geschlagen werden dürfe, bis kein Fleisch mehr auf seinen Knochen sei.
Nach dem Krieg studierte Heilmann evangelische Theologie und Philosophie bis zur Promotion zum Doktor der Philosophie (Dr. phil.) in Würzburg 1949. Er wurde Privatdozent in Bamberg an der Philosophisch-Theologischen Hochschule.
Im Jahr 1951 trat er auf der Gründungsversammlung der Abendländischen Aktion in München 1951 als Redner auf. Er sprach sich gegen eine neutralistische Positionierung der Bundesrepublik aus. 1952 wurde er Studienleiter bei der Abendländischen Akademie in München und Eichstätt und gab die Vorträge und Gespräche der Jahrestagungen in Eichstätt bis 1955 heraus.
Er lehrte ab 1959 als ordentlicher Professor für Philosophie an der Pädagogischen Hochschule Ruhr bzw. (nach der Integration ab 1980) der Universität Dortmund neben Nikolaus Koch, Josef Speck und Hermann Josef Schmidt; er war Mitglied der Görres-Gesellschaft. In dieser Zeit publizierte er kaum noch. Nach der Emeritierung zog er nach Trier.
Heilmann hatte insgesamt sechs Kinder. Der CDU-Politiker Thomas Heilmann ist sein Sohn.

## Schriften
- Nietzsche und Paul Ernst. Dissertation, Würzburg, 1949.
- Christliches Gewissen zwischen Ost und West. In: Neues Abendland, Zeitschrift für Politik, 6. Jahrgang 1951, Heft 11 (November).
- Staat, Volk, Übernationale Ordnung. In: Neues Abendland, 9. Jahrgang 1954.
- Das Abendland im Spiegel seiner Nationen. In: Neues Abendland, 10. Jahrgang 1955.
- Karl Friedrich Paul Ernst (1866–1933). In: Neue Deutsche Biographie, Band 4, Berlin 1959, S. 629–631.
- Was ist Form. Zur aktuellen Diskussion in der Religions- und Kunstphilosophie. Nymphenburger, München 1984. (Jahresgabe der Paul-Ernst-Gesellschaft)
- (posthum herausgegeben von Valentin Wehefritz): Versuch einer Wesensbestimmung des Abendlandes. De Gruyter, Berlin 1994. (Manuskript von 1958)

## Mitgliedschaften (Auswahl)
- Paul-Ernst-Gesellschaft